# Roger Thompson
Roger Thompson, född 19 december 1991, är en kanadensisk fotbollsspelare som spelar för York 9 FC.

## Karriär

### Bakgrund
Thompson föddes i Clarendon, Jamaica. Vid tio års ålder flyttade han till sin far i kanadensiska Brampton. Han spelade fotboll som ung i Brampton East SC och Vaughan SC.

### College
Som sextonåring flyttade Thompson till USA för studier och collegefotboll. 2009 började han på Graceland University i Lamoni, Iowa. Efter ett år bytte Thompson till University of Cincinnati, där han började spela fotboll för Cincinnati Bearcats som universitetet heter inom idrottssammanhang. Under 2010 spelade Thompson 19 matcher för klubben, men under 2011 hade han stora skadebekymmer och spelade endast tre matcher.
Thompson var med i Kanadas trupp vid CONCACAF:s U20-mästerskap 2011, där de åkte ut i kvartsfinalen mot de blivande mästarna Mexiko.

### Finland
2012 var Thompson färdig med sina studier och flyttade då till Finland för spel i Vasa IFK, som spelade i finska tredjedivisionen. Efter en säsong i klubben skrev han inför säsongen 2013 på för åländska IFK Mariehamn. Thompson spelade två säsonger för klubben och representerade bland annat Mariehamn i Europa League-kvalet.

### Tyskland
Efter säsongen 2014 skrev Thompson på för tyska KSV Baunatal, som spelade i Regionalliga Südwest, en av de regionala ligorna på den fjärde nivån i det tyska ligasystemet. Thompson spelade 12 matcher för klubben som slutade näst sist och blev nedflyttade.

### Sverige
I augusti 2015 värvades Thompson av Trelleborgs FF. Thompson spelade nio matcher under hösten och Trelleborg slutade som vinnare i Division 1 Södra 2015. I december 2015 förlängdes hans kontrakt över säsongen 2016.

### Kanada
Den 7 januari 2019 värvades Thompson av kanadensiska York 9 FC.